# دغدغان
دغدغان هي قرية في مقاطعة هريس، إيران. عدد سكان هذه القرية هو 162 في سنة 2006.